# Янко Янкулов
Янко Стоянов Янкулов е български офицер, генерал-майор.

## Биография
Роден е на 20 май 1934 г. в оряховското село Сараево. Завършва Висшето народно военно инженерно-свързочно училище в Силистра. По-късно учи във Военната академия в София и Генералщабната академия „Климент Ворошилов“. В периода 1957 – 1968 г. е последователно командир на взвод и рота в 54-ти инженерен полк РГК (резерв на главното командване), войскови инженер в Лом и Свищов. От 1969 до 1970 г. е началник-щаб на батальон в Белене. Между 1970 и 1975 г. е старши помощник-началник на техническия отдел на Управление „Инженерни войски“. В този период завършва висш оперативен курс във Военната инженерна академия в Москва и Военноморската академия в Санкт Петербург. До 1979 г. е началник на инженерния отдел на първа армия. В периода 1979 – 1986 г. е работи във Военната академия в София първоначално като старши преподавател, а впоследствие заместник-началник и началник на катедра „Инженерни войски“. От 1986 до 1988 г. е началник-щаб на Хидротехническия комплекс „Никопол – Турну Мъгуреле“ и хидротехническите войски. По-късно е началник на факултет, заместник-началник, първи заместник-началник на Военната академия. Излиза в запаса през 1994 г.
Генерал-майор Янко Янкулов умира през 2023 година.

## Образование
- Висше народно военно инженерно-свързочно училище
- Военна академия „Георги Раковски“
- Генералщабната академия „Климент Ворошилов“
- Военна инженерна академия „В. В. Куйбишев“
- Военноморска академия на СССР